# 松永製作所
株式会社松永製作所（まつながせいさくじょ、英: MATSUNAGA MANUFACTORY Co., Ltd.）は、岐阜県養老郡養老町に本社を置く車椅子メーカーである。

## 沿革
- 1974年 - 松永製作所 創業
- 1980年 - 株式会社松永製作所 設立
- 1996年
  - 科学技術庁長官賞 受賞
  - 本社工場 完成
- 1998年 - 東京営業所 開設
- 1999年 - 本社工場 SG認定工場登録
- 2000年
  - 本社 北工場増築
  - 「MAXシリーズ」発売
- 2001年 - 上海に製造工場 設立
- 2004年 - 「GTシリーズ」発売
- 2005年 - 上海工場 ISO9001/13485 認証取得
- 2006年
  - 本社 西倉庫 完成
  - 本社工場 ISO9001 認証取得
- 2010年
  - 福祉用具のJISマーク認証取得
  - 東京営業所 移転(現在地)
- 2012年 - 本社 東倉庫 完成
- 2013年
  - 「NEXT COREシリーズ」発売
  - 「NEXT COREシリーズ」が2013年度グッドデザイン賞を受賞
- 2014年
  - タイに販売会社 設立
  - 「NEXT COREシリーズ」追加モデルが2014年度グッドデザイン賞を受賞
- 2015年 - アクティブユーザー向け車椅子「H-MAX」が2015年度グッドデザイン賞を受賞
- 2016年 - 非金属車椅子「モルフ」が2016年度グッドデザイン賞で初の金賞を受賞
- 2017年 - 「モルフ」が2016年度グッドデザイン賞「金賞」受賞に続き、ドイツのデザイン賞「German Design Award 2018」の「Medical,Rehabilitation and Health Care」カテゴリーにおいて「Winner」賞を受賞
- 2018年
  - イギリス車いすバスケットボール代表チーム（British Wheelchair basketball）とオフィシャルサプライヤー契約
  - 2018年 「マイチルト-ミニ(MH-SR)シリーズ｣が2018年度グッドデザイン賞受賞　通算5回目の受賞

## 主力商品
- グレイスコア シリーズ
- MPシリーズ
  - B-MAX

## 出来事
- 2017年 新春ドラマスペシャル 君に捧げるエンブレム（フジテレビ）にて使用[1]
- 2018年 金曜ナイトドラマ dele（テレビ朝日）にて使用[2]
- 2021年7月 株式会社SO-TAよりB-MAX(バスケットボール用車いす)のカプセルトイが発売[3]